# تاج‌آباد (کهنوج)
تاج‌آباد (کهنوج)، روستایی از توابع بخش مرکزی شهرستان کهنوج در استان کرمان ایران است.

## جمعیت
این روستا در دهستان حومه قرار دارد و براساس سرشماری مرکز آمار ایران در سال ۱۳۸۵، جمعیت آن ۱۰۱ نفر (۲۲خانوار) بوده‌است.